# Top Gun (jeu vidéo, 2010)
Pour les articles homonymes, voir Top Gun.
Top Gun est un jeu vidéo de simulation de vol de combat développé par Doublesix et édité par Paramount Digital Entertainment, sorti en 2010 sur Windows, Mac, PlayStation 3 et PlayStation Portable.

## Accueil
- Jeuxvideo.com : 8/20 (PS3)[1]